# Sijarango
Sijarango is een bestuurslaag in het regentschap Humbang Hasundutan van de provincie Noord-Sumatra, Indonesië. Sijarango telt 820 inwoners (volkstelling 2010).